# Shadowlands
Shadowlands è il quarantunesimo album del musicista tedesco Klaus Schulze.
È stato pubblicato il 22 febbraio 2013 in due versioni, di cui una in tiratura limitata di 3.000 pezzi con un CD aggiuntivo contenente due tracce bonus.

## Tracce CD 1
Musiche di Klaus Schulze.
1. Shadowlights – 41:12
2. In Between – 17:07
3. Licht und Schatten – 17:23

## Tracce CD 2 (solo nella versione limitata)
1. The Rhodes Violin – 55:24
2. Tibetan Loop – 17:50

## Musicisti[1]
- Klaus Schulze: tastiere, sintetizzatori, elettronica
- Lisa Gerrard: voce
- Crysta Bell: voce
- Julia Messenger: voce
- Thomas Kagermann: violino, flauto, voce